# Hypena ophiusinalis
Hypena ophiusinalis là một loài bướm đêm trong họ Erebidae.